# ICA kødfars-skandalen
ICA kødfars-skandalen refererer til den skandale som opstod, da Sveriges Televisions magasin, Uppdrag granskning den 5. december 2007 viste reportagen I takt med tiden. Programmet, som handlede om ulovligheder i kød-håndteringen på flere ICA Maxi-butiker, blev set af 930.000 personer.

## Reportagen
Uppdrag granskning havde fået tips om at ICA-butiker systematisk om-mærkede datoen på gammel kødfars. For at bevise dette besøgte de ICA Maxi-butikerna i Nacka, Botkyrka, Södertälje og Haninge og satte klistermærker under pakker med kødfars præcis inden at butikkerne skulle lukke. Næste dag besøgte de butikerne igen og fandt de samme pakker, men denne gang med nye etiketter med nye "sidste salgsdato" stempler. Det hele blev filmet med skjult kamera. Samtlige fire testede butikker om-mærkede kødfars på denne måde. 
| Citat                          | - Man river plasten och luktar. Är det ok förlänger man datumet med några dagar annars åker det ner i en balja. En del av det marineras det och säljs på nytt, eller så blandas det med nytt malkött och mals ner till köttfärs. Det har jag till och med gjort själv. | Citat |
| Daniel, tidl. ansat i ICA Maxi | |       |

Udover dette gennemgik reportagen også ICA:s varemærkestrategier. Programmet viste også hvordan flere af ICA's selvstændige butiksejere gjorde store fortjenester.

## ICA's reaktion
ICA sendte en pressemeddelelse ud allerede dagen inden reportagen blev sendt, om at de "så alvorligt" på oplysningerne.

På trods af al opmærksomheden med den fejlagtige kødhåndtering er fusket i ICA-forretningerne fortsat. I juledagene 2007 opdagede  Uppsala kommunes fødevare-inspektører, at "ICA Solen" i byen Storvreta, nord for Uppsala, havde hakket kød og solgt det som fars, selvom '"sidste salgsdato" var overskredet. Nogle uger tidligere havde inspektørerne opdaget tilsvarende mangler hos  "ICA Väst" i bydelen Flogsta i Uppsala. Uppsala kommune gjorde klar til at politi-anmelde begge butikker, ifølge Upsala Nya Tidning.

## Fusk i andre butikskæder
Journalisterna testede aldrig andre butikker end de fire ICA-Maxi butikler i Stockholmsregionen. Men ansvarshavende for såvel Axfood som Coop sagde til SVT:s Aktuellt den 11. december 2007, umiddelbart efter kødfusket var blevet afsløret, at disse kæder også havde haft problemer med håndteringen af kød. Coops informationschef Magnus Frisk sagde til SVT's Aktuellt, at de havde sat et egenkontrol-program i gang, og at fusket ikke havde været systematisk, men at det var sket, at kunder havde gjort dem opmærksom på fejl.  Pressechef på Axfood, Ingmar Kroon, fortalte at butiks-kæden havde afskediget butikchefer  i to eller tre tilfælde efter at kontrollanter havde opdaget kødfars, som var blevet om-mærket. En åtgärd som ICA inte kan ta efter då varje ICA-butik ägs av sin butikschef och således inte kan avskedas av centralorganisationen

## Uppdrag gransknings opfølgning
Den 20. februar 2008 sendte Uppdrag granskning et opfølgnings-program om kødfusket hos ICA. Her afsløredes, at ICA-ledselsen allerede kendte til at kødfusk forekom, da Uppdrag granskning afslørede det, på trods af at ICA-ledelsen sagde det modsatte i programmet.

## Eksterne links
- Uppdrag granskning: Systematiskt köttfusk på ICA